# Khoja Ahror Valiy-moskee
Khoja Ahror Valiy-moskee is een moskee in Tasjkent, de hoofdstad van Oezbekistan. Ze staat ook bekend als de Jama- of Dzhuma-moskee. De moskee werd in 1451 gebouwd door sjeik Ubaydullo Khoja Akhror (1404-1490).